# Territoriale wateren
Territoriale wateren (ook wel: territoriale zone, territoriale zee) zijn een zeestrook, grenzend aan het landgebied van een kuststaat, waarover de soevereiniteit van deze staat zich uitstrekt (met inbegrip van het luchtruim, de bodem en de ondergrond). De territoriale wateren worden gescheiden van het landgebied en de binnenwateren door de basislijn. Binnen de territoriale wateren kan een land zelf zijn wetten bepalen en rechtspraak toepassen.
Bijvoorbeeld: schepen uit een ander land kunnen niet gaan vissen in deze wateren zonder de toestemming van de kuststaat. Zeezenders kunnen slechts uitzenden vanuit de internationale wateren en zijn strafbaar wanneer dat plaatsheeft binnen de territoriale wateren.

## Historisch
Het aanspraak maken op een territoriale zone langs de kust is een tamelijk recent verschijnsel in de geschiedenis. In oude tijden eisten staten hele zeeën op als behorend tot hun territoir: zo spraken de Romeinen over de Middellandse Zee als Mare Nostrum en nog in de 17e eeuw eigenden de Britten zich de Noordzee toe tot aan de Hollandse en Zeeuwse stranden. Tegen deze visie werd het recht van het vrije gebruik van de zee gezet. Niet geheel toevallig werd dit vooral in de Republiek aangehangen met Hugo de Groot als bekendste pleitbezorger. Uiteindelijk werd het vrije gebruik van de zee algemeen geaccepteerd en mochten kuststaten een smalle strook zee aan de kust als het hunne beschouwen.
Lange tijd gold de zogenaamde kanonschotregel als begrenzing voor de territoriale wateren. In de praktijk kwam dat neer op een zone van circa drie zeemijlen. Deze regel was ontwikkeld door de Nederlandse rechtsgeleerde Cornelis van Bijnkershoek (1673-1743) in zijn De dominio maris (1702). Na de Tweede Wereldoorlog zijn steeds meer landen aanspraak gaan maken op grotere zones tot wel 200 zeemijlen uit de kust. Geen van de grote zeevarende landen, zoals het Verenigd Koninkrijk en de Verenigde Staten, erkende echter die aanspraken. Berucht is nog de kabeljauwoorlog tussen Engeland en IJsland in het begin van de jaren zeventig van de vorige eeuw, die voortkwam uit een dispuut tussen beide landen over het vissen in de nabijheid van IJsland.

## In het moderne zeerecht
Sinds de jaren tachtig van de 20e eeuw geldt het nieuwe Zeerechtverdrag van de Verenigde Naties. De maximale territoriale zone bedraagt nu 12 zeemijlen (22,224 kilometer), gerekend vanaf de laagwaterlijn. Elk land is vrij aanspraak te maken op een smallere zone. Als compromis heeft men tevens afspraken gemaakt over een aansluitende zone met beperkte rechten (tot maximaal 24 zeemijlen uit de kust) en een exclusieve economische zone (tot 200 mijl). Het scheepvaartverkeer is daar vrij, als bevond het zich in internationale wateren, maar de kuststaat heeft het recht op de bodemrijkdom.
Verder erkent het verdrag een aantal historische baaien en archipelwateren. Zo kan Canada de Hudsonbaai tot zijn territorium rekenen en behoort de zee rond de Shetlandeilanden tot Brits gebied. 
De Verenigde Staten hebben het verdrag niet geratificeerd, maar erkennen in de praktijk wel de meeste bepalingen daarvan. 
Grootste struikelblok voor de Amerikaanse regering waren de bepalingen over het verdelen van de rijkdom van de oceaanbodem. Vele mineralen (de zogenaamde mangaanknollen) zijn daar in de toekomst te winnen. Een op te richten Internationale Autoriteit, onder toezicht van de  VN, zou de winsten daaruit ten goede moeten laten komen aan de mensheid, omdat die rijkdommen aan iedereen toekomen ("common heritage of mankind"). De regering van Jimmy Carter leek geneigd hiermee akkoord te gaan, die van Ronald Reagan echter niet.
De definitie van laagwaterlijn is in Europa aan verandering onderhevig. Voor Nederland bijvoorbeeld zal de 12 mijls buitengrens van de territoriale zee, zeewaarts opschuiven door de vervanging van "gemiddeld laag laagwaterspring" (GLLWS) door "Lowest Astronomical Tide" (LAT). De wijzigingen in de buitengrenzen van de zones kunnen enige zeemijlen bedragen.

### Beperking: recht van vrije doorgang
De rechtsmacht van een kuststaat betekent niet dat een schip de toegang of het gebruik, van de territoriale wateren ontzegd kan worden: elk schip heeft namelijk het recht van vrije doorgang. Wel dient een schip zich te voegen naar de bepalingen van de kuststaat: zo zal het lozen van olie, als gevolg van het reinigen van de olietanks, verboden zijn.
Dit is anders dan bij de rechtsmacht die een staat heeft over haar luchtruim. Die is in theorie wel absoluut en in principe niet ingeperkt door een recht van vrije doorgang. Vrijwel alle landen zijn echter toegetreden tot het Verdrag van Chicago (1944), waardoor de burgerluchtvaart onder meer het recht heeft om zonder tussenlanding over te vliegen, en zelfs te landen om bij te tanken.

### Open zee
De wateren voorbij de territoriale zone worden aangeduid met internationale wateren of open zee (High Sea). Begonnen die ooit voorbij de driemijlszone uit de kust, thans kan dat pas tot voorbij 200 mijl zijn.

### Nederland
De Wet van 9 januari 1985, houdende vaststelling van de grenzen van de territoriale zee van Nederland (Wet grenzen Nederlandse territoriale zee) bepaalt dat de territoriale zee van Nederland zich uitstrekt tot de lijn, waarvan elk punt gelegen is op een afstand van twaalf internationale zeemijlen, zijnde 22,224 kilometer, gemeten zeewaarts vanaf het dichtstbijgelegen punt van de laagwaterlijn langs de kust, met dien verstande dat, waar geheel of gedeeltelijk binnen deze afstand van deze laagwaterlijn een natuurlijk gevormde, bij laag water droogvallende bodemverheffing is gelegen, die bij hoogtij onder water komt, gemeten wordt vanaf het dichtstbijgelegen punt van de laagwaterlijn van die bodemverheffing.

### België
Traditioneel heeft België er altijd voor gepleit om de territoriale zee te beperken tot drie zeemijl. Pas nadat een internationale consensus was gegroeid rond een twaalfmijlszone, heeft het land de eigen aanspraken daarop afgestemd.
De Belgische territoriale wateren zijn in de breedte afgebakend als de twaalfmijlszone gemeten vanaf de laagwaterlijn, rekening houdend met bij eb droogvallende bodemverheffingen en permanent uitstekende havenwerken. In de praktijk zijn er hierdoor uitstulpingen ter hoogte van Koksijde (door de Broersbank) en van Zeebrugge (door de strekdammen). De zijwaartse begrenzing vloeit voort uit verdragen met Frankrijk en Nederland. Zo afgebakend beslaat de territoriale zee een oppervlakte van ca. 1.440 km², of zo'n 42% van het Noordzeegebied waarover België rechten kan laten gelden (zelf ca. 3.450 km² groot).
De laagwaterlijn die als basis dient voor de afbakening is deze zoals aangeduid "op de officiële Belgische op grote schaal uitgevoerde zeekaarten". Sedert de derde staatshervorming gebeurt het opstellen van deze zeekaarten door het Vlaams gewest, meer bepaald het Agentschap Maritieme Dienstverlening en Kust (Afdeling Kust, onderafdeling Vlaamse Hydrografie). Deze instantie vertegenwoordigt België binnen de IHO. In het kader van een geleidelijke Europese harmonisering is ze sedert 2008 overgeschakeld op een ander reductievlak (van GLLWS naar LAT). Daardoor is de op de kaarten aangeduide laagwaterlijn zeewaarts verschoven.

## Oorlogsschepen
Is een schip dat zich bevindt binnen het territorium van een andere staat onderworpen aan diens rechtsmacht (het recht van de kuststaat), voor een oorlogsschip geldt dat het altijd onderworpen is aan de rechtsmacht van de vlaggenstaat, ook indien dat schip zich bevindt binnen de territoriale wateren of havens van een vreemde kuststaat. Ook een oorlogsschip kan zich beroepen op het recht van vrije doorgang. Voor een aantal zeestraten (zoals de Dardanellen) is die echter beperkt op grond van internationale verdragen.